# Avro 523 Pike
El Avro 523 Pike (primer avión de Avro en recibir un nombre) fue un avión de combate multitarea británico de la época de la Primera Guerra Mundial, que no pasó de la etapa de prototipo. Fue ideado para proporcionar al Real Servicio Aéreo Naval un caza antizepelines que también fuera capaz de realizar tareas de reconocimiento de largo alcance y bombardeo.

## Diseño y desarrollo
El Avro Pike era un gran biplano de tres vanos de disposición convencional, con dos hélices propulsoras. Tenía tres cabinas abiertas, la central para el piloto, con artilleros delante y detrás de él. El Almirantazgo evaluó el prototipo, pero lo rechazó. Entonces Avro construyó un segundo prototipo, sustituyendo los motores Sunbeam del original por motores tractores Green E.6, y designándolo 523A.

## Historia operacional
El Almirantazgo lo evaluó en noviembre de 1916, pero encontró que el modelo ya estaba obsoleto y no realizó ningún encargo. Los dos prototipos volaron como bancadas motoras con Avro el resto de la guerra.

## Variantes
523
Biplano multitarea con dos motores propulsores Sunbeam Nubian.
523A
Versión del 523 con dos motores tractores Green E.6.

## Especificaciones (523)
Referencia datos: Avro Aircraft since 1908

### Características generales
- Tripulación: Tres (piloto y dos artilleros)
- Longitud: 11,9 m (39,1 ft)
- Envergadura: 18,3 m (60 ft)
- Altura: 3,6 m (11,7 ft)
- Superficie alar: 75,7 m² (815 ft²)
- Peso vacío: 1814 kg (3998,1 lb)
- Peso cargado: 2751 kg (6063,2 lb)
- Planta motriz: 2× motor lineal V8 refrigerado por agua Sunbeam Nubian.
  - Potencia: 121 kW (167 HP; 165 CV) cada uno.
- Hélices: 1× bipala de madera de paso fijo por motor.

### Rendimiento
- Velocidad máxima operativa (Vno): 156 km/h (97 MPH; 84 kt)
- Alcance: 7 h
- Régimen de ascenso: 2,7 m/s (526 ft/min)
- Tiempo a altitud: 9 min 30 s para 1524 m (5000 pies)

### Armamento
- Ametralladoras: 

  - 2x Lewis de 7,7 mm flexibles en montajes de morro y trasero
- Bombas: 51 kg en bodega interna[2]

## Aeronaves relacionadas

### Secuencias de designación
- Secuencia Numérica (interna de Avro): ← 519 - 521 - 522 - 523 - 527 - 528 - 529 →